# Смъртта на Сталин
„Смъртта на Сталин“ (на английски: The Death of Stalin) е сатиричен филм на британския режисьор Армандо Янучи, заснетия по едноименния графичен роман на Фабиен Нури и Тиери Робен. Филмът е копродукция между Франция, Белгия и Великобритания. Световната премиера на „Смъртта на Сталин“ се състоя на фестивала в Торонто, а на фестивала в Торино получи наградата на ФИПРЕССИ – международната критика.
Армандо Янучи е британски сатирик, сценарист и режисьор. Награден е с ордена на Британската империя. Известен е с политическите комедийни сериали „The Thick of It“ и фантастичното мокюментъри „Time Trumpet“. Най-големият му успех в Холивуд е ситкомът „Вице“. Янучи не обича Доналд Тръмп и често се кара с президента в туитър. Замислил е и е снел „Смъртта на Сталин“ преди избирането на Тръмп, но, съдейки по последните му интервюта, филмът е адресиран именно към него.

## Сюжет
Талантливият британски комедиограф Армандо Янучи описва възможно най-гротескно смъртта на съветския вожд и объркаността на неговото обкръжение. Действието започва, с това как Сталин слуша радиопредаването от концерта на класическа музика, след предаването той иска сутринта да му пратят записа от концерта. Обаче концертът се е свирел на живо без никакъв запис; изплашените музиканти свирят отново концерта и пращат плочата. Но заедно с плочата вождът получава писмо от пианистката, тя го проклина за репресиите върху роднините ѝ. Сталин получава удар, той умира в рамките на няколко часа, а през цялото това време около него се суетят уплашените членове на Политбюро, които трябва да приемат трудните решения и да обуздават буйството на Василий, синът на Сталин. Хората, които идват на погребението от цялата страна, както през „Кървавата неделя“, са застреляни от войници. На церемонията за сбогуване присъстват най-високите църковни санове. Сред обърканите васали-партийци започва отчаяна борба за креслото на наследника – битка за власт, в която всички средства са добри. Единият лагер е представен от глуповатия позьор Маленков, зад чийто гръб стои злодеят женкар Берия. В другия лагер е хитрият интригант и палячо Хрушчов, който въвлича в интригата отрупания с ордени маршал Жуков.

### Историческа правдоподобност
Събитията във филма се доближават до историческата истина – Сталин е намерен издъхващ на пода в спалнята си сутринта, като се предполага, че е получил инсулт през нощта, но целият му персонал и охрана са прекалено уплашени, за да влязат и да проверят какво се случва. В продължение на три дни Сталин лежи на смъртен одър, а междувременно започва да се води свирепа битка между първите в обкръжението му. Обаче, всички персонажите са карикатурни образи в една черна комедия. Те се страхуват панически и от Сталин, и от неговата смърт, а и един от друг. Персонажи твърде бегло напомнят за реалните исторически личности. Лентата има и доста измислици – например маршал Жуков носи под шинела си два калашника, а пряката причина за смъртта на Сталин е писъмце, изпратено му от пианистка дисидентка, през 1953 г. например Молотов е вече разжалван, а Берия е отстранен едва месеци по-късно.
Хуморът във филма е предимно черен, но актьорите до такава степен пренебрегват съблюдаването на дистанция с героите, че те дори изглеждат симпатични. Огромното количество страшни неща остават зад кадър, за да не развалят настроението на зрителя, с изключение на две смърти, показани с пределен физиологичен натурализъм и в подчертано едър план.
В резултат на това имаме, от една страна, изследване на природата на властта и насилието, а от друга – пикаресков роман с тоталитарните декорации, чиито герои отчаяно се опитват да се надхитрят един друг. „Смъртта на Сталин“ е просто много забавен и донякъде прилича на филмите на братята Коен. Графичният роман на Фабиен Нури и Тиери Робен е стилистически по-различен от филма на Армандо Янучи – това е по-скоро ноар, а не бурлеска; по-голямата част от действието се извършва през нощта, а основният злодей – Лаврентий Берия - прилича на Пингвина.

## Разпространение на филма в Русия
Официалната премиера на филма в Русия на 25 януари 2018 година беше отменена по решение на руското министерство на културата. Преди обявената премиера се е състояла предварителна прожекция на филма, на която са присъствали държавни дейци, депутати, историци и общественици. След това министерството е отменило лиценза за разпространение на лентата, вече предоставен на компанията „Волга“.
Въпреки че Министерството на културата е отнело разрешението за прожекция два дни преди премиера, филмът е бил прожектиран през няколко деня в московския киносалон „Пионер“. След това полицейски служители са се появили в киносалона и последва предупреждението на руското културно министерство, че киното може да бъде санкционирано в съответствие със закона. Излъчването на неразрешен от властите филм се наказва с глоба.

### Оценки
Според руския кинокритик Андрей Плахов: „Докато у нас се карат за личността на Сталин, извън нея върху този материал снимат талантливо кино, още повече – актуално, защото днес отново управляват авантюристи и безумци. Една от главните подразбиращи се мишени на Янучи е Доналд Тръмп, но режисьорът е уверен, че подобен филм може да бъде заснет за всеки държавен властолюбец от световната история: хората във всички страни и във всички времена се държат еднакво в подобни ситуации. Съответните исторически фигури отдавна са станали персонажи на комедии и комикси – човечеството се понаучи да се разделя с миналото си със смях“.
Пт Министерството на културата в Русия също излизат с позиция. „Никога на Запад, а още повече във Великобритания, не са били обективни в оценките си за нашата история. Изобщо за нашата действителност. Показват ни уродливи. Ако това се нарича комедия, значи е съвсем кощунство... Върви голям информационен натиск, информационна война, в която се ползват абсолютно всички методи“ – уверен е началникът на пресслужбата на КПРФ[ неясно? ] Александър Юшченко.
По мнението на руския писател Виктор Ерофеев: „Да се обиждаш от един комикс, който предлага час и половина забава, е също толкова глупаво, колкото и да се засягаш от вицовете за Щирлиц, Петка и Чапаев или другите майтапи, съдържащи нецензурни изрази. Но работата не е в това, че за депутатите този жанр е непонятен. Ако перифразираме Лев Толстой, демокрацията във всяка демократична страна има своя специфика, докато тоталитарните и авторитарни режими си приличат като близнаци. Тези режими обичат да се обявяват за духовни избраници на цялото човечество, да отричат всичко отрицателно в историята на собствената си страна, за да я представят като колективно житие на светци. Според тези хора, злото идва единствено от чужбина, а тази чужбина поддържа и своята пета колона“.

## В ролите
| Изпълнител        | Роля              |
| ----------------- | ----------------- |
| Ейдриън Маклафлин | Сталин            |
| Олга Куриленко    | Мария Юдина       |
| Джефри Тамбор     | Маленков          |
| Саймън Ръсел      | Берия             |
| Стив Бушеми       | Хрушчов           |
| Джейсън Айзъкс    | Маршал Жуков      |
| Рупърт Френд      | Васил Сталин      |
| Майкъл Пейлин     | Молотов           |
| Андреа Райзбъро   | Светлана Алилуева |